# Ararat (boisson)
Pour les articles homonymes, voir Ararat.
L'Ararat (russe : Армянский коньяк) est une eau-de-vie (brandy) provenant d'Arménie. Le nom le plus courant de cette eau-de-vie dans le bloc de l'Est était « cognac arménien », mais comme le terme cognac est réservé aux seules eaux-de-vie françaises de la commune homonyme de France, protégées par un enregistrement de marque mondiale, c'est le nom international qui s'applique désormais.
La production du brandy arménien est strictement contrôlée par le gouvernement arménien. Selon la loi, seuls les raisins issus de la production arménienne peuvent être utilisés. Ces vins sont appelés Rkaziteli, Mskhali, Garan Dmak, Kangu et Voskehat.

## Histoire
La production de vin et de brandy en Arménie a une longue tradition. Les historiens ont découvert que l'histoire de la viticulture remontait à plus de 3 000 ans. Le climat sec et chaud, le sol riche en nutriments de la vallée de l'Ararat et l'eau douce provenant des montagnes constituaient des conditions favorables à cet effet. Le brandy est distillé en Arménie depuis plus de 150 ans. En 1887, la production industrialisée de brandy commence en Arménie : Nerses Tairjan fonde la Yerevan Brandy Company. À son époque, la production de brandy et de vin augmente considérablement. Il a également amélioré la qualité en plantant de nouvelles vignes et de nouvelles caves à eau-de-vie. Puis, six ans plus tard, en 1898, Shustov and Sons, un très grand distributeur d'alcool à l'époque, a commencé à distribuer du brandy en Europe de l'Est. Sous la direction de Shustov, la distillerie a continué à se développer, si bien qu'en 1903, la moitié du brandy consommé en Russie provenait d'Arménie.
L'Arménie est devenue l'une des républiques soviétiques en 1922, nationalisant la production de brandy et toutes les autres industries. La fabrique de brandy et de vin d'Erevan détenait le monopole de la production en RSS d'Arménie et a rapporté au gouvernement d'importantes recettes fiscales pendant plus de 70 ans. Pendant la période soviétique, le brandy arménien était la boisson alcoolisée préférée des diplomates.
Après la chute de l'URSS et le rétablissement de l'État d'Arménie en 1991, l'usine a perdu son monopole sur les eaux-de-vie de haute qualité. En 1998, l'ancienne entreprise d'État a été privatisée. La plus grande partie de l'ancienne entreprise d'État est aujourd'hui la Yerevan Brandy Company à Erevan, qui vend également le célèbre brandy Ararat. À l'époque soviétique, l'entreprise était approvisionnée par les vignerons des environs. Après le bouleversement, plusieurs petites fabriques d'eau-de-vie ont vu le jour à partir des petits vignobles, qui travaillent tous selon la tradition arménienne, chacun donnant à l'eau-de-vie sa propre note.

## Cépages
Le brandy arménien est distillé principalement à partir de vins blancs. Désormais, 13 cépages sont utilisés dans sa production. Il s'agit d'Azeteni, Banants, Chilar, Garan Dmak, Kakhet, Kangun, Lalvari, Masis, Meghrabujr, Mskhali, Rkatsiteli, Van et Voskehat.

## Production

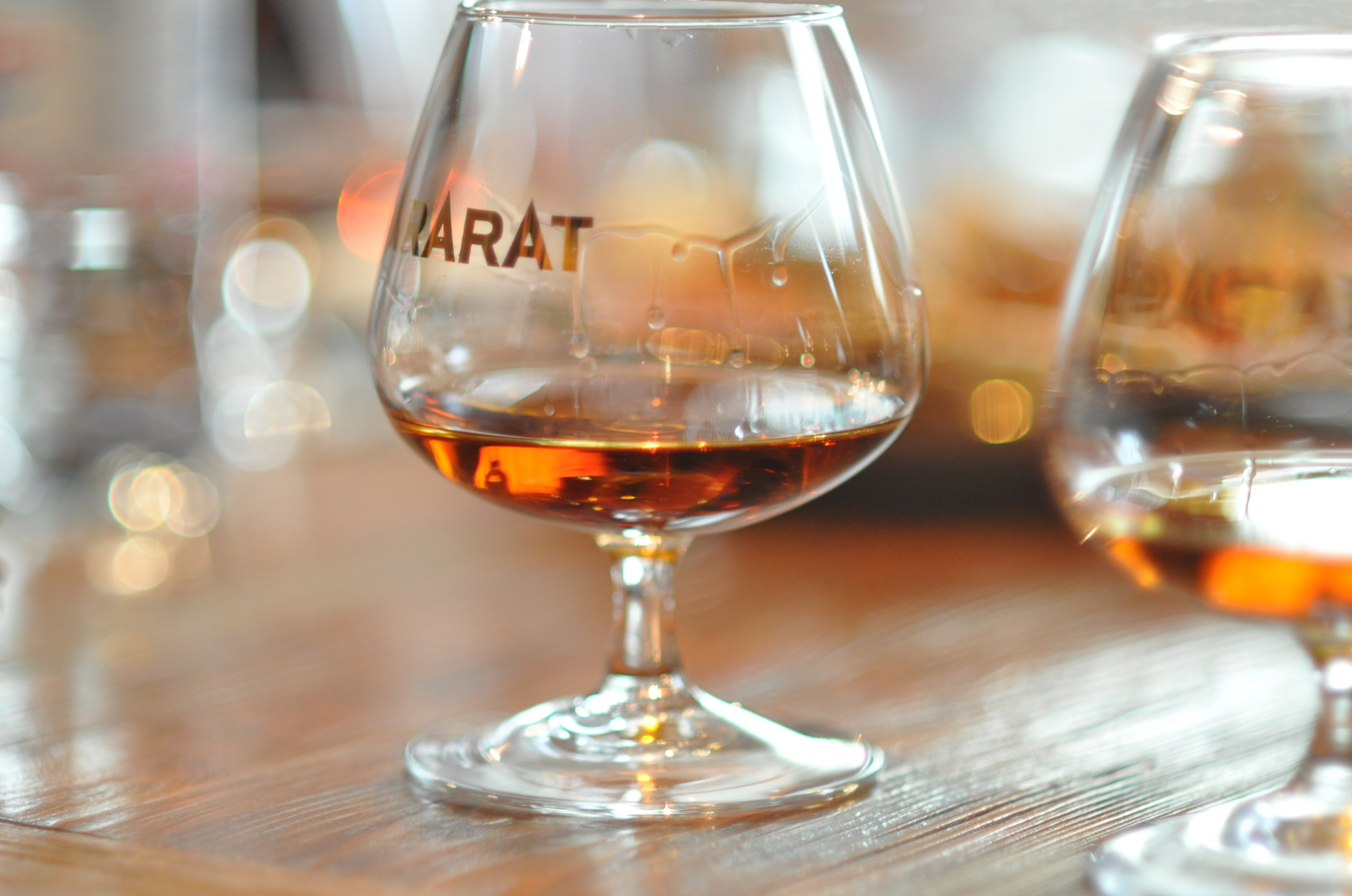
Ararat arménien.

Comme le cognac, le brandy arménien est distillé deux fois selon le procédé charentais. Le liquide fini, encore clair, n'acquiert sa couleur typique brun acajou qu'au contact du bois pendant plusieurs années de stockage en fûts de chêne. Le bois des tonneaux provient du Caucase.
Le brandy arménien est souvent mélangé. Cela signifie que des eaux-de-vie d'âges différents sont mélangées et embouteillées dans la même bouteille. Il en résulte un produit qui combine différentes caractéristiques. Les brandies arméniens vont des jeunes brandies de trois ans aux brandies de plus de cinquante ans. La classification est basée sur le système français du cognac.

## Dans la culture arménienne
Le brandy est traditionnellement bu après les repas en Arménie. Il est accompagné de chocolat, d'oranges, de pommes ou de pêches. Il est également d'usage de fumer des cigares avec. L'eau-de-vie se boit dans des siphons. Il est important de ne pas en verser trop. Si le verre peut être posé sur le côté sans renverser son contenu, la quantité est correcte.

## Marques connues
Les marques les plus connues de brandy arménien sont Ararat, Noy et Proshyan. Ararat produit environ 5 millions de bouteilles par an, dont plus de 90 % sont exportées vers la Russie et les pays baltes.